# پپه ویوئلا
پپه ویوئلا (اسپانیایی: Pepe Viyuela‎؛ زادهٔ ۲ ژوئن ۱۹۶۳) بازیگر، دلقک، شاعر و کمدین اهل اسپانیا است.
از فیلم‌ها یا برنامه‌های تلویزیونی که وی در آن نقش داشته‌است می‌توان به معجزه پی. تینتو، زمین و ایلدگارت اشاره کرد.